# (21306) Marani
(21306) Marani  es un asteroide perteneciente al cinturón de asteroides, descubierto el 1 de diciembre de 1996 por Vittorio Goretti desde el Observatorio de Pianoro, en Italia.

## Designación y nombre
Marani se designó inicialmente como 1996 XF2.
Más adelante fue nombrado en honor al mecánico aficionado a la astronomía italiano y amigo del descubridor, "Doddo" Marani (1925-2000).

## Características orbitales
Marani orbita a una distancia media del Sol de 2,7852 ua, pudiendo acercarse hasta 2,3821 ua y alejarse hasta 3,1883 ua. Tiene una excentricidad de 0,1447 y una inclinación orbital de 14,6921° grados. Emplea en completar una órbita alrededor del Sol 1697 días.

## Características físicas
Su magnitud absoluta es 14,0. Tiene 7,944 km de diámetro. Su albedo se estima en 0,085.